# Galliano (Louisiana)
Galliano és una població dels Estats Units a l'estat de Louisiana. Segons el cens del 2000 tenia 7.356 habitants.

## Demografia
Segons el cens del 2000, Galliano tenia 7.356 habitants, 2.599 habitatges, i 2.032 famílies. La densitat de població era de 258,7 habitants/km².
Dels 2.599 habitatges en un 38,6% hi vivien nens de menys de 18 anys, en un 63,6% hi vivien parelles casades, en un 9,7% dones solteres, i en un 21,8% no eren unitats familiars. En el 17,1% dels habitatges hi vivien persones soles el 7,9% de les quals corresponia a persones de 65 anys o més que vivien soles. El nombre mitjà de persones vivint en cada habitatge era de 2,82 i el nombre mitjà de persones que vivien en cada família era de 3,18.
Per edats la població es repartia de la següent manera: un 27,5% tenia menys de 18 anys, un 9% entre 18 i 24, un 30,6% entre 25 i 44, un 20,5% de 45 a 60 i un 12,4% 65 anys o més.
L'edat mediana era de 35 anys. Per cada 100 dones de 18 o més anys hi havia 94,2 homes.
La renda mediana per habitatge era de 31.419 $ i la renda mediana per família de 36.136 $. Els homes tenien una renda mediana de 35.283 $ mentre que les dones 16.576 $. La renda per capita de la població era de 13.910 $. Entorn del 12,8% de les famílies i el 15,9% de la població estaven per davall del llindar de pobresa.

## Poblacions més properes
El següent diagrama mostra les poblacions més properes.